# Lo siento BB:/
«Lo siento BB:/» es una canción de reguetón del productor puertorriqueño Tainy, el cantante puertorriqueño Bad Bunny y la cantante mexicana Julieta Venegas. Fue publicado el 5 de octubre de 2021 a través de Neon16, como el primer sencillo del primer álbum de estudio en solitario de Tainy, Data (2023).

## Videoclip
El video musical que acompaña a la canción fue dirigido por Stillz.

## Rendimiento comercial
En el Billboard Global 200 la canción llegó al número 12, mientras que en el Billboard Hot 100 alcanzó el número 51. Además, ocupó el número 2 en el Hot Latin Songs, lo que lo convierte en el primer top diez de Julieta Venegas desde «Eres para mí» (2007) en colaboración de Anita Tijoux.

## Posicionamiento en listas

### Semanales
| Lista (2021)                   | Mejor posición |
| ------------------------------ | -------------- |
| Argentina (Argentina Hot 100)  | 39             |
| Bolivia (Bolivia Songs)        | 4              |
| Chile (Chile Songs)            | 6              |
| Colombia (Colombia Songs)      | 9              |
| Colombia (Promúsica)           | 1              |
| Costa Rica (Fonotica)          | 2              |
| Ecuador (Ecuador Songs)        | 3              |
| EE. UU. (Billboard Hot 100)    | 51             |
| EE. UU. (Hot Latin Songs)      | 2              |
| EE. UU. (Latin Rhythm Airplay) | 18             |
| España (Promusicae)            | 5              |
| Global (Billboard Global 200)  | 12             |
| México (Mexico Airplay)        | 49             |
| México (Mexico Songs)          | 1              |
| México (Amprofon)              | 2              |
| Paraguay (Monitor Latino)      | 1              |
| Perú (Peru Songs)              | 2              |
| Perú (Monitor Latino)          | 2              |
| Perú (Perú Total Streams)      | 1              |
| Portugal (AFP)                 | 91             |
| Suiza (Schweizer Hitparade)    | 74             |

### Anuales
| Lista (2021)                  | Mejor posición |
| ----------------------------- | -------------- |
| Argentina (Argentina Hot 100) | 72             |

## Certificaciones
| País (organismo certificador) | Certificación | Ventas  |
| ----------------------------- | ------------- | ------- |
| España (Promusicae)           | Platino       | 400 000 |